# Dreiweibern

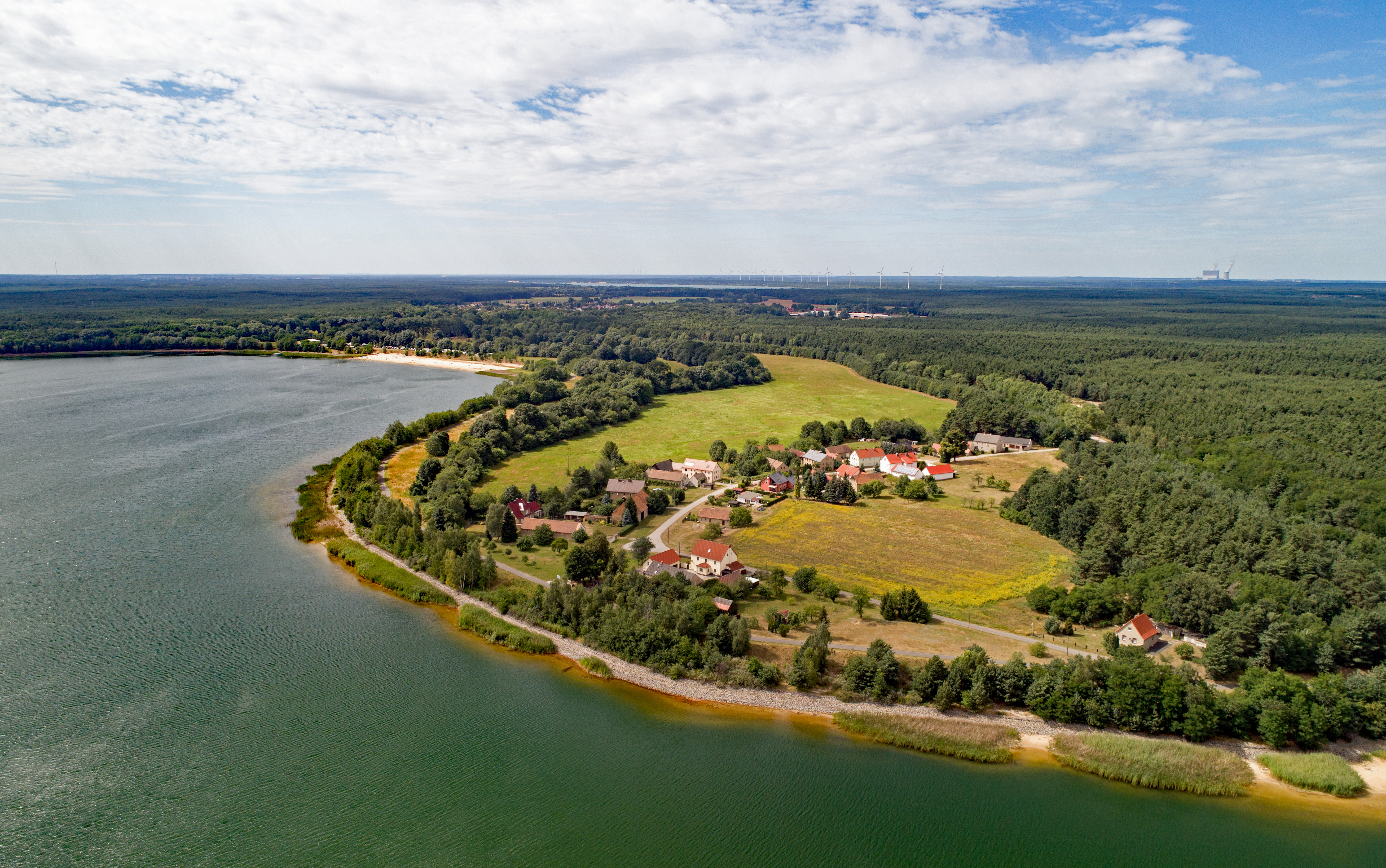
Luftbild vom Dreiweiberner See aus

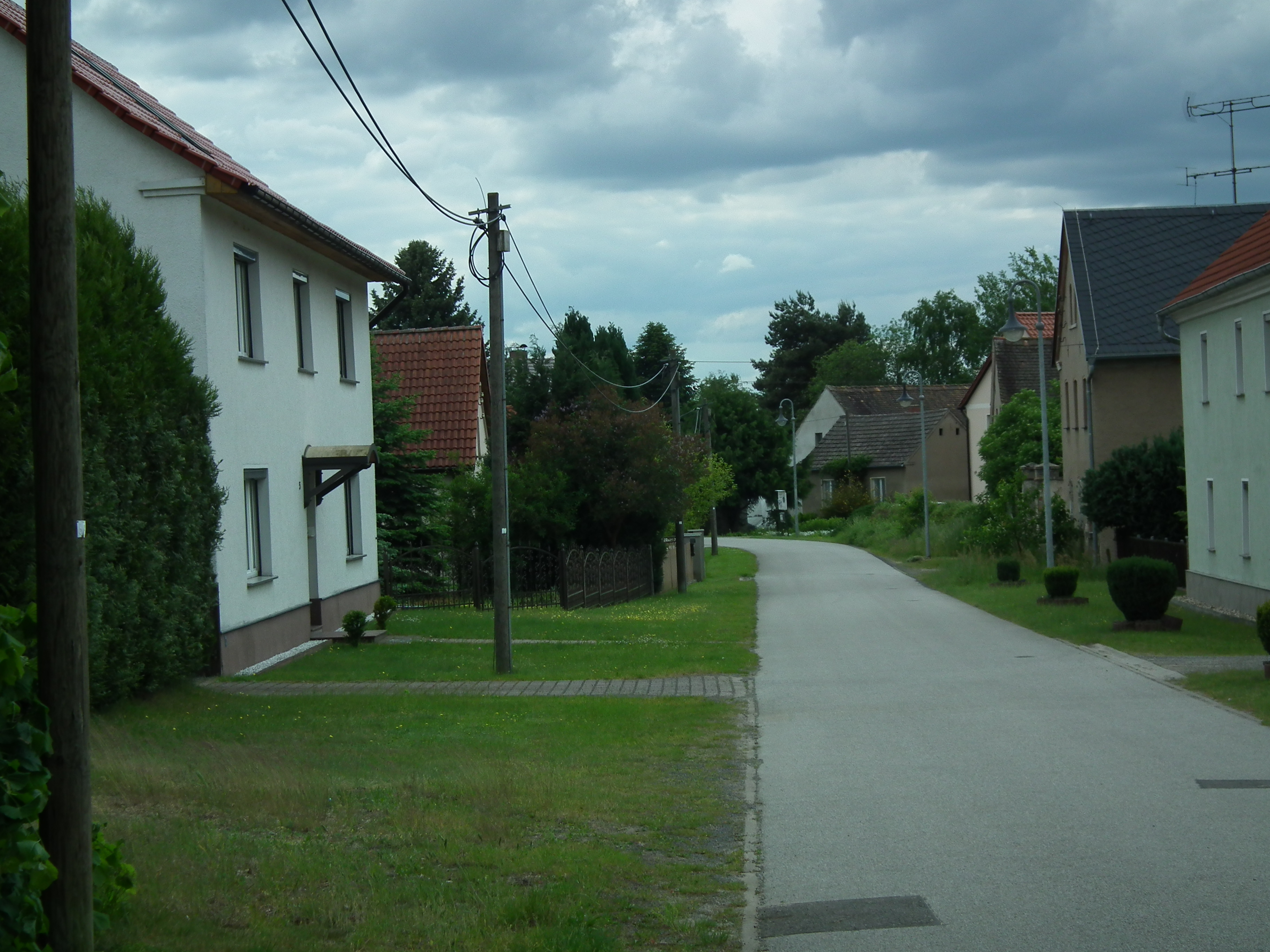
Dreiweibern

Dreiweibern, obersorbisch Tři Žonyⓘ, ist ein Ortsteil der sächsischen Gemeinde Lohsa im Landkreis Bautzen. Es zählt zum offiziellen sorbischen Siedlungsgebiet in der Oberlausitz.

## Geographie
Dreiweibern liegt östlich von Hoyerswerda und nördlich von Lohsa. Im Süden des Ortes liegt der Dreiweiberner See. Er ist die Ursache für die im Verhältnis zur Einwohnerzahl (39 Einwohner) mit 48,08 km² sehr großen Ausdehnung Dreiweiberns. Somit beträgt die Bevölkerungsdichte der Dorfgemarkung weniger als 1 Einwohner pro Quadratkilometer.

## Geschichte
Dreiweibern wurde im Jahr 1509 als Dreyweibern urkundlich erwähnt. In der folgenden Zeit änderte sich der Ortsname von Drey Weibern im Jahr 1525 über Drey Weiber im Jahr 1768 zum heutigen Ortsnamen im Jahr 1831. 1777 stand Dreiweibern unter der Grundherrschaft der Landvogtei Bautzen sowie der Rittergüter Ratzen und Weißkollm.
Im Jahre 1884 zählte der Wissenschaftler Arnošt Muka für seine Statistik in Dreiweibern 105 Einwohner. Diese waren ausnahmslos Sorben.
Einen Ortsvorsteher hat das Dorf nicht; verwaltungsmäßig wird es in das Gebiet Weißkollm eingeordnet.

## Tourismus
Dreiweibern gewinnt die meisten Besucher durch den gleichnamigen See für sich, welche hier Bade- und Freizeitmöglichkeit haben. Eine Bar am Erlebnisstrand, welcher allerdings zu Weißkollm gehört, wurde am Dreiweiberner See ebenfalls eröffnet.